# Démocrite et Protagoras
Démocrite et Protagoras est le titre d'un tableau du peintre italien du XVIIe siècle Salvator Rosa (1615-1673), peint entre 1663 et 1664 et actuellement conservé au musée de l'Ermitage, à Saint-Pétersbourg (Russie).

## Le tableau
Le tableau de Salvador Rosa représentant la rencontre de Démocrite et Protagoras se présente comme une peinture sur toile transposée du bois, de dimensions 185 × 128 cm. Il est entré dans les collections du musée de l'Ermitage en 1779, en provenance de la collection Walpole.

## L'histoire de Démocrite et Protagoras
Aulu-Gelle raconte que Démocrite, se promenant un jour aux environs d'Abdère, rencontra un homme nommé Protagoras, qui portait une charge de bois retenue par un seul lien et placée dans un équilibre tel que sa pesanteur en était comme diminuée. Le philosophe demanda à Protagoras qui lui avait appris à mettre ainsi son fardeau en équilibre. Protagoras répondit qu'il avait trouvé lui-même ce moyen, et, pour le prouver, il défit à l'instant son fagot et le rétablit ensuite en peu de temps avec le même soin. Frappé de l'intelligence de cet homme, Démocrite lui proposa de l'admettre au nombre de ses disciples. Protagoras accepta et devint, comme on sait, un sophiste plein d'orgueil.

## La scène représentée par Salvator Rosa
Salvator Rosa a représenté la rencontre des deux personnages : Démocrite, enveloppé d'une grande robe et coiffé d'une sorte de turban, est debout sur un tertre au bord duquel Protagoras est occupé à rattacher son fagot: il le regarde avec bonhommie et lui tend les mains, comme pour l'inviter à le suivre ; le bûcheron lève vers le philosophe des regards où se lit plus d'étonnement que de gratitude. Deux disciples de Démocrite, dont l'un est assis, sont placés à gauche, près de leur maître. À droite, au second plan, s'élèvent de grands arbres. Cette composition, dessinée avec esprit, est peinte d'une façon plus vigoureuse que brillante. Elle a été gravée au trait dans la Galerie des arts et de l’histoire de Réveil.
D'après ce que nous apprend Philippe Baldinucci, Salvator Rosa fit un autre tableau représentant Démocrite méditant sur la fragilité humaine. Cette composition a été reproduite par le maître dans une eau-forte. Le philosophe est assis sur des ruines. Il contemple, attristé, la main sur son front, des ossements humains, de vieux casques, des squelettes hideux, des oiseaux morts, des tombeaux dont la pierre a été fendue par la pousse d'une jeune plante, des chefs-d'œuvre de l'art antique défigurés et brisés, des livres en lambeaux, toutes les images enfin de la destruction et de la mort. 
Un buste antique de Démocrite a été gravé par Joseph Gregori (1792).

## Sources
- Pierre Larousse, Grand Dictionnaire Universel du XIXe siècle, T6, p. 410.